# Comité des droits de l'enfant
Le Comité sur les droits de l'enfant (Committee on the Rights of the Child - CRC) est le corps d'experts indépendants qui contrôle l'application de la Convention internationale des droits de l'enfant des Nations unies par les gouvernements qu'ont ratifié la Convention. Le Comité contrôle aussi l'application du Protocole facultatif concernant l'implication d'enfants dans les conflits armés et le Protocole facultatif concernant la vente d'enfants, la prostitution des enfants et la pornographie mettant en scène des enfants.
Le CRC est une des sept organisations traitant des droits de l'homme liés à l'ONU.
Les gouvernements qui ont ratifié la Convention (c.-à-d., tous les membres de l'ONU sauf les États-Unis) doivent soumettre des rapports réguliers et détaillés sur la situation nationale de droits des enfants au Comité pour examen. Le Comité examine chaque rapport et soulève des préoccupations ou fait des recommandations à l'État concerné.
Le Comité ne peut pas considérer les plaintes individuelles[réf. nécessaire], bien que les atteintes aux droits enfants peuvent être soulevés devant d'autres comités ayant la compétence pour considérer des plaintes individuelles. Cependant, au moins le cas de Gedhun Choekyi Nyima, le 11e panchen-lama, fut examiné par le Comité des droits de l'enfant le 28 mai 1996, et à d'autres occasions.
Le Comité est composé de 18 membres de pays différents et systèmes juridiques  qui sont de 'hautes valeurs morales' et des experts dans le domaine des droits de l'homme. Bien que les membres sont nommés et élus par les gouvernements, les membres du Comité agissent dans une capacité personnelle. Ils ne représentent pas le gouvernement de leurs pays ou aucune autre organisation à laquelle ils pourraient appartenir. Les membres sont élus pour une durée de quatre ans et peuvent être réélus s'ils sont nommés.